# Casa Buell-Stallings-Stewart
La Casa Buell-Stallings-Stewart es una residencia histórica ubicada en Greenville, Alabama, Estados Unidos.

## Historia
La casa fue construida en 1874 por el abogado local David Buell, quien luego la vendió al congresista estadounidense Jesse F. Stallings. Stallings vendió la casa a A. Graham Stewart, un comerciante local, en 1901. La casa está construida en un estilo gótico carpintero, poco común en Alabama, y cuenta con un techo muy inclinado y varios hastiales y buhardillas puntiagudas. Un porche octogonal de techo plano se proyecta sobre la entrada principal. Cada ventana y puerta está rematada con una moldura decorativa de arco gótico con un diamante en el medio. La casa fue incluida en el Registro Nacional de Lugares Históricos en 1986.